# DMX (rapper)
Earl Simmons (Mount Vernon, New York állam, 1970. december 18. – New York, 2021. április 9.), ismertebb nevén DMX (Dark Man X) amerikai rapper és színész, aki az 1990-es évek végén vált híressé. Művésznevével tiszteleg az Oberheim DMX típusú dobgép előtt, amelyet ő is használt az 1980-as években, hogy megalkossa saját rap beat-jeit. A mai napig a legtöbb példányszámban eladott albuma az 1999-ben megjelent …And Then There Was X, amelyen a "Party Up (Up In Here)" című sláger is szerepelt. Színészként olyan filmekben szerepelt, mint a Könnyű pénz, a Sebhelyek, a Bölcsőd lesz a koporsód, az Öld meg Rómeót!, vagy a Last Hour. Rövid ideig volt egy valóságshow-ja a BET amerikai televíziós csatornán Soul of Man címmel. 2002-ben megjelent a E.A.R.L.: The Autobiography of DMX című életrajzi könyve, amit saját maga írt. Ezen kívül igen magas letartóztatási számot tudhat maga mögött.

## Magánélete
DMX a New York állami Mount Vernon településen született, később a város északi részére, Yonkersbe költözött, ahol nagyanyja nevelte fel. Rengeteg időt töltött az utcán, és sűrűn követett el bűncselekményt. Nehéz élete elől a hiphopba menekült, először beatboxolt, később DJ-ként szerzett hírnevet, majd a rappelésbe is belekezdett. Tinédzserként bipoláris zavart diagnosztizáltak nála, ebben az időben rengetegszer tartóztatták le, kamaszkora nagy részét börtönökben töltötte.
1999-ben feleségül vette Tashera Simons-ot. Négy gyerekük született: Xavier, Tocoma, Shawn és Praise Mary Ella Simmons.
2004-ben a Baltimore-ból származó Monique Wayne szült fiút neki.

## Zenei karrierje
1991-ben a The Source magazin „Unsigned Hype” rovatában dicsérték, mint szerződés nélküli hiphopelőadót. Később a Columbia Records Ruffhouse leányvállalatához írt alá 1992-ben, ezután kiadták bemutatkozó kislemezét a „Born Loser”-t, de a dal nem kapott különösebb figyelmet. A Ruffhouse ezen kívül sok más előadót támogatott, akik mind sikeresebbek voltak mint DMX, de mégis megegyeztek abban, hogy a sikertelen kislemez ellenére sem bontják fel vele a szerződést. 1994-ben megjelent a második kislemeze a „Make a Move”, majd Mic Geranimo „Time To Build” című számában működött közre, Jay-Z-vel és Ja Rule-lal.
1997-ben jelent meg újra közreműködőként LL Cool J „4, 3, 2, 1.” című számában, amely nagy sikert aratott. Ezután Mase „24 Hours to Live” és „Take What's Yours”, majd The LOX „Money, Power & Respect” című számában vendégeskedett, ezeknek a megjelenéseknek köszönhetően egyre több figyelem irányult rá.

### It’s Dark and Hell Is Hot(1998)
1998 májusában a Def Jam kiadó szárnyai alatt megjelentette a „Get At Me Dog” című kislemezét, amely egy csapásra sikeres lett, és megkapta az RIAA-tól az arany minősítést. Első nagylemeze az It’s Dark and Hell Is Hot, amely tartalmazta a „Ruff Ryders’ Anthem” slágert, 1998. május 19-én jelent meg, és rögtön a Billboard 200 lista első helyén debütált az Amerikai Egyesült Államokban. A lemezből több mint 4 millió darabot adtak el, és Simmonst többször Tupac Shakur-hoz hasonlították. Nem sokkal az album megjelenése után DMX-et majdnem letartóztatták, mert egy bronxi sztriptíz-táncosnő azt állította, hogy a rapper megerőszakolta őt. A DNS-vizsgálat után ejtették a vádat, mivel kiderült, hogy ártatlan.

### Flesh of My Flesh, Blood of My Blood(1998)
Még ugyanazon év decemberében DMX megjelentette a második nagylemezét. Az előző albumához hasonlóan ez is az első helyen nyitott a listákon (és 3 hétig ott is maradt), és az első héten 670,000 darabot adtak el belőle. Az album háromszoros platinalemez lett. DMX volt a második olyan rapper, akinek egy évben is megjelent két olyan lemeze, amely rögtön a Billboard 200 első helyén kezdett, ezt elsőnek Tupac Shakur érte el.

### …And Then There Was X(1999)
DMX 1999. december 21-én adta ki harmadik nagylemezét …And Then There Was X címmel. Ez az album is az első helyen nyitott a listákon. A "Party Up (Up In Here)" kislemez sikerének köszönhetően az R&B Top 10-es lista első helyét is elfoglalta. A "What’s My Name?" és a harmadik "What These Bitches Want" kislemez is sikeres volt. Az And Then There Was X lett DMX legsikeresebb lemeze, öt alkalommal lett platina.

### The Great Depression(2001)
Miután megoldotta jogi problémáit, Simmons visszatért a stúdióba, hogy befejezze negyedik lemezét, amely a The Great Depression címet kapta. Az album 2001. október 3-án jelent meg, ismét elfoglalva ezzel a Billboard 200 első helyét. A "Who We Be", a "We Right Here" és a "Shorty Was The Bomb" című utcai kislemez is nagy sikereket ért el. A The Great Depression gyorsan túllépte az 1 millió eladott példányszámot, de így sem volt olyan üzleti és kritikai siker, mint DMX előző lemezei.

### Grand Champ(2003)
2003-ban jelent meg DMX ötödik albuma, a Grand Champ, amely megint listavezető lett. Így DMX lett az első olyan zenész, akinek mind az öt albuma már a megjelenése napján az első helyen nyitott a listákon. Simmons ezután sokáig azt hangoztatta, hogy visszavonul, és a Grand Champ lesz az utolsó lemeze. 2003 júniusában ismét letartóztatták, mivel trágár nyelven beszélt egy koncertjén Saint Kitts és Nevisben. Az ország információs minisztere szerint a koncert előtt egy szerződésben kikötötték, hogy a rapper nem káromkodhat a fellépésen. Végül DMX-et egy 376 dolláros óvadék kifizetése után kiengedték.

### Year of the Dog... Again(2006)
1996. január 13-án DMX a Columbia Records-hoz igazolt, akik annak idején a "Born Loser" kislemezt is kiadták. Simmons felvette következő albumát, ám a kiadóváltások miatt többször is el lett halasztva a megjelenése. A lemezt végül 2006. augusztus 1-jén adták ki, Year of the Dog… Again címmel. Az album ezúttal csak a második helyen nyitott, száz darabos eladási számmal. Közben DMX közreműködött Busta Rhymes „Touch It” remixében. Ezt a „Lord Give Me a Sign” és a „We In Here” követte. 2007. június 12-én kiadták DMX első válogatásalbumát, ami a The Definition of X: The Pick of the Litter címet kapta.

### Walk with Me Now and You’ll Fly with Me Later(2010)
DMX nemrég aláírt a Bodog Music kiadóhoz, és jelenleg is egy dupla albumon dolgozik, amelyet egy napon akar megjelentetni, a címük Walk with Me Now és You’ll Fly with Me Later. X elmondta, hogy az utóbbi gospel album lesz és várhatólag 2010 nyarán kerül a boltok polcaira.

## Színészi karrierje
DMX első filmszerepe a Könnyű pénz című produkcióban volt, amelyben a másik főszerepet Nas játszotta. Két évvel később Jet Li és Aaliyah mellett szerepelt az Öld meg Rómeót! című akciófilmben. Következő filmje a Sebhelyek volt, amiben Steven Seagal-al együtt játszottak. A filmhez egy dalt is készített, "Ain’t No Sunshine" címen, amely az amerikai R&B listán a 67. helyig jutott. 2003-ban ismét Jet Li-vel szerepelt együtt a Bölcsőd lesz a koporsód című filmben, egy évvel később pedig a Drogkirály című produkcióban vállalta el a főszerepet. Sokak szerint ez volt színészi pályafutásának legkiemelkedőbb alakítása. 2006-ban volt egy rövid valóságshow-ja a BET televíziós csatornán, a DMX: Soul of Man. Azóta csak kisebb költségvetésű filmekben játszik, mint a Father of Lies, A halál vámszedői, a Last Hour, Az utca császárai, Kígyódémon és legutóbb a The Bleeding 2009-ben.

## Harcművészeti karrier
Az MTV News értesülései szerint egy olyan MMA küzdelem volt betervezve, amelyben DMX lett volna az egyik ellenfél 2009 decemberében. A harc előtt viszont a rapper lemondta a felkérést, helyére pedig Coolio-t jelölték ki. Egyikük sem harcolt, de az 1 millió dolláros lakosztály kifizetési költségét DMX-nek nyújtották be.

## Bűnügyi nyilvántartása
1999-ben DMX csatlakozott Jay-Z, Method Man és Redman rapperekhez a Hard Knock Life turnén. Először késelés vádjával tartóztatták le a Colorado állambeli Denverben megrendezett állomáson, majd Yonkers-ben, ahol azt állították, hogy megtámadott valakit; később mindkét ügyben felmentették. Azonban 1999 nyarán Simmons-t és feleségét is letartóztatták állatkínzás, drogbirtoklás és tiltott fegyverviselés miatt. Az esetre azután derült fény, miután DMX menedzser-nagybátyja véletlenül elsütött egy fegyvert egy New Jersey-i szállodában. Végül a bíróságon egy kérelem-benyújtást követően az ítélet próbaidő és közszolgálat lett. 2000 márciusában közúti kihágással kapták el, mivel motorjával túllépte a megengedett sebességhatárt, és a jogosítványa sem volt. Ezután a New York állambeli Cheektowaga-ban tartóztatták le marihuána birtoklásért egy Buffalo-beli koncert után. A Cheektowaga Városi Bíróságra március 21-ére idézték be, de a tárgyaláson nem jelent meg, így letartóztatási parancsot adtak ki ellene. Később feladta magát és beismerte, hogy jogosítvány nélkül vezetett, így 15 napi elzárást kapott, és 400 dollárra megbírságolták.
Mióta rapperként szerepel a közéletben, DMX-et olyan különböző törvényszegések miatt tartóztatták le, mint állatkínzás, gyors vezetés, jogosítvány nélküli vezetés, kábítószer-birtoklás és személyazonosság-hamisítás. 1999-ben a Fort Lee Rendőrkapitányság házkutatást végzett nála, másnap pedig feladta magát illegális fegyverbirtoklás miatt. A 2000-es marihuánás eset után 2001-ben jogosítvány nélkül vezetett, marihuána hatása alatt. Szintén 2001-ben fellebbezett, de az ítélet enyhítésére való kérését elutasították, majd megvádolták, mert állítólag tárgyakat vágott hozzá a börtönőrökhöz. 2002-ben kábítószerfüggősége miatt rehabilitációs kezelésre jelentkezett.
2004 júniusában a John Fitzgerald Kennedy nemzetközi repülőtéren tartóztatták le, mivel a parkolóban kirángatott egy idegent a kocsijából, és a helyszínre érkező rendőrök több féle drogot és vényre kapható fájdalomcsillapítókat, valamint engedély nélkül tartott lőfegyvert is találtak az autójában. Miután elkapták, szövetségi ügynöknek adta ki magát. DMX elmondása szerint a férfi megakadályozta őt a parkolásban, amikor épp sietnie kellett volna, hogy elcsípjen egy indulni készülő repülőjáratot, és ekkor gurult dühbe. A rövid hajsza során áthajtott a parkoló kijáratánál álló sorompón, ráadásul illegálisan használta a szirénát, és így megtévesztette a menekülőt. 2004. december 8-án feltételesen szabadlábra helyezték, de 2005. október 25-én bűnösnek vallotta magát az ítélet megszegése miatt.
2005. november 18-án 70 napos elzárásra ítélték a feltételes szabadlábra helyezés megsértése miatt. Eredetileg csak 60 nap lett volna a büntetés, de mivel DMX nem jelent meg a bírósági tárgyaláson, kiszabtak rá még 10 napot. Jó magaviseletért 2005. december 30-án kiengedték.
2008. december 31-én DMX bűnösnek vallotta magát kábítószerhasználat, lopás és állatkínzás vádjában, ezért 90 napra ítélték. 2009. május 22-én megállapodási kérelmet nyújtott be. Bűnösnek vallotta magát testi sértés vádjában. Az egész eset akkor kezdődött, amikor 2008. július 2-án Phoenix-ben tartóztatták le, a Sky Harbor repülőtéren, mert nem jelent meg a Miami-i bíróságon. 1075 és 10000 dollár óvadékot kellett volna kifizetnie jogosítvány nélküli vezetés és drogbirtoklás miatt, május 9-én. Két héttel később egy Phoenix-i bevásárlóközpontban tartóztatták le, mert egy egészségügyi ellátást követően hamis személyazonosságot és társadalombiztosítási számot adott meg, majd eltűnt a kórházból. A számla 7500 dollár volt, a papíron pedig a "Tony Jones" név szerepelt. Az eset 2008 áprilisában történt. Az ügyet június 8-án tárgyalták. DMX-et végül 2009 májusában engedték ki.

## Lelkipásztorkodás
2009-ben DMX azt állította, hogy prédikálni kezd, de emellett továbbra is a zenénél marad. Ez nagy visszhangot váltott ki, mivel zeneszámaiban rengeteg vulgáris kirohanás, erőszakos szexualitást és fajgyűlöletet sugárzó motívum lelhető föl. Az MTV forrásai szerint DMX egy időre visszavonult a szerepléstől, hogy tanulmányozza a Bibliát és szószékről prédikáljon, ám időközben Mase ösztönzésére visszatért a raphez, és Isten hívására vár.

## Halála
Simmons elmondta, hogy 14 éves korában vált a kokain rabjává, miután Ready Ron rávette, hogy szívjon el egy marihuánás cigarettát, amelybe a kábítószert keverték. Azt is elmondta, hogy bipoláris zavarban szenved.
2021. április 9-én reggel Simmons több létfontosságú szerve elvesztette a működését és nem sokkal később, 50 éves korában elhunytnak nyilvánították. Július 8-án a Westchester megyei orvosszakértői hivatal nyilvánosságra hozta, hogy Simmons halálának hivatalos oka kokain okozta szívroham volt.

## Diszkográfia
| Stúdió albumok - 1998: It’s Dark and Hell Is Hot - 1998: Flesh of My Flesh, Blood of My Blood - 1999: …And Then There Was X - 2001: The Great Depression - 2003: Grand Champ - 2006: Year of the Dog… Again - 2010: Walk with Me Now - 2010: You’ll Fly with Me Later Ruff Ryders albumok - 1999: Ryde or Die Vol. 1 - 2000: Ryde or Die Vol. 2 - 2001: Ryde or Die Vol. 3 - 2005: The Redemption Vol. 4 - 2010: Ruff Ryder Evolution: Generation I | Filmzenék - 1998: Könnyű pénz - 1999: Minden héten háború - 2000: Tolvajtempó - 2000: Öld meg Rómeót! - 2001: Sebhelyek - 2003: Bölcsőd lesz a koporsód Válogatásalbumok - 2007: The Definition of X: The Pick of the Litter - 2009: Playlist your Way: The DMX Hits CD - 2010: The Best of DMX |

## Filmográfia
- 1998: Könnyű pénz
- 2000: Öld meg Rómeót!
- 2000: Backstage
- 2001: Sebhelyek
- 2003: Bölcsőd lesz a koporsód
- 2003: Def Jam Vendetta (hang)
- 2004: Drogkirály
- 2006: DMX: Soul of a Man
- 2008: Az utca császárai
- 2008: Last Hour
- 2008: A halál vámszedői
- 2008: Kígyódémon (V)
- 2009: The Bleeding
- TBA: DMX: This Life of Mine[38]